# Gustave Le Rouge

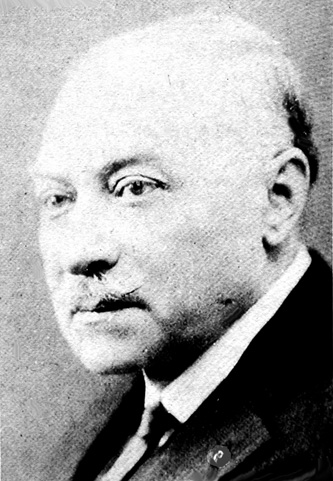
Gustave Le Rouge

Gustave Le Rouge (* 22. Juli 1867 in Valognes; † 25. Februar 1938 in Paris) war ein französischer Schriftsteller.

## Leben und Werk
Gustave Le Rouge war der Autor zahlreicher Unterhaltungsromane, Kriminalromane und Science-Fiction-Romane (in Nachahmung von Jules Verne). Sein von der Literaturkritik im Allgemeinen wenig geschätztes Werk hatte in Blaise Cendrars und in den Surrealisten Bewunderer, die ihn (unter anderem wegen seines Antikapitalismus) für ein verkanntes Genie hielten. Francis Lacassin gab in neuester Zeit noch einmal 5 seiner Romane heraus.
Allgemeine Anerkennung fand sein Essay Verlainiens et décadents von 1928, in dem er aus eigener Erfahrung über die literarische Bohème im Quartier Latin zur Zeit der Symbolisten berichtete.

## Werke (Auswahl)

### Romane
- Le mystérieux Docteur Cornélius. 5 Bde. 1918–1929.
- Le mystère de Blocqueval. 1929.
- Un drame sous-marin. 1931.
- Les écumeurs de la Pampa. 1933.
- La conspiration des milliardaires et autres romans. Hrsg.  Francis Lacassin. Reihe Bouquins. Robert Laffont, Paris 2020. (darin ferner: À coups de milliards. Le régiment des hypnotiseurs. La revanche du vieux monde. L'héroïne du Colorado)

### Essays
- Verlainiens et décadents. Seheur, Paris 1928. Slatkine, Genf 1983.  Julliard, Paris 1993 (vermehrte Auflage mit Vorwort von Francis Lacassin).